# لووگن (مونتانا)
لووگن (به انگلیسی: Logan) یک محدوده ثبت‌نشده در شهرستان گالاتین ایالت مونتانا کشور ایالات متحده آمریکا است که جمعیت آن در سرشماری سال ۲۰۱۰ میلادی، ۹۹ نفر بوده‌است.